# Stowarzyszenie Autorów Zdjęć Filmowych
Stowarzyszenie Autorów Zdjęć Filmowych – polska organizacja zrzeszająca operatorów filmowych, założona w 1994 roku.

## Historia
Powstanie stowarzyszenia związane jest z wprowadzeniem w życie Ustawy o prawie autorskim i prawach pokrewnych z 4 lutego 1994 roku, której artykuł 69 sprowadzał operatora filmowego do roli biegłego wykonującego polecenia reżysera. Operatorzy, by bronić swych praw jako równorzędnych twórców dzieła filmowego, założyli 21 marca 1994 roku w Warszawie Stowarzyszenie Twórców Obrazu Filmu Fabularnego. Komitet założycielski stanowili operatorzy: Witold Adamek, Paweł Edelman, Sławomir Idziak, Andrzej J. Jaroszewicz, Zdzisław Kaczmarek, Grzegorz Kędzierski, Maciej Kijowski, Dariusz Kuc, Jacek Petrycki, Krzysztof Ptak, Artur Reinhart, Wiesław Rutowicz, Piotr Sobociński, Witold Sobociński, Jerzy Wójcik oraz Wiesław Zdort. Jednym z celów stowarzyszenia miała być również popularyzacja zagadnień związanych ze sztuką operatorską.
Od samego początku swojego istnienia operatorzy zrzeszeni w STOFF dążyli do uznania praw autorskich operatorów obrazu. Kolejnymi przewodniczącymi byli: Jerzy Wójcik (do 20 listopada 1994 roku), Sławomir Idziak (1994–1998), Andrzej J. Jaroszewicz (1998–2011). Stowarzyszenie organizowało sympozja, m.in. podczas Międzynarodowego Festiwalu Sztuki Autorów Zdjęć Filmowych Camerimage, dotyczące prawa autorskiego. Starania stowarzyszenia poparli przedstawiciele środowiska filmowców, m.in.: prof. Mieczysław Lewandowski, Andrzej Wajda, Jerzy Hoffman, Krzysztof Piesiewicz, Michał Lorenc. Liczni scenarzyści, reżyserzy, aktorzy, producenci i krytycy filmowi podpisali deklarację poparcia dotyczącą twórczego charakteru pracy operatora. W wyniku tych starań wprowadzone zostały poprawki do prawa autorskiego w 2000 roku. Operatorzy filmowi zostali uznani za współtwórców dzieła filmowego, uzyskując tym samym prawo do tantiem.
Kolejnymi przewodniczącymi stowarzyszenia byli: Dariusz Kuc (2011–2012), Jerzy Zieliński (2012–2019), Piotr Śliskowski (od 2019). W 2012 roku zmieniono nazwę na Stowarzyszenie Autorów Zdjęć Filmowych. Stowarzyszenie zrzesza operatorów filmowych: laureatów nagród festiwali, wykładowcy szkół filmowych i wyższych uczelni artystycznych. Organizacja przyznaje od 2013 (2012) własną Nagrodę Stowarzyszenia Autorów Zdjęć Filmowych.